# Maite Hontelé
Maite Hontelé (Utrecht, 9 januari 1980) is een Nederlandse trompettiste; ze is gespecialiseerd in son en salsa.

## Geschiedenis
Hontelé is de kleindochter van André Hontelé (1922-2005); musicus, componist en auteur van enkele boeken over schoolmuziek. Dankzij de Zuid-Amerikaanse platen uit de collectie van haar vader kwam ze in aanraking met de salsa.
Hontelé leerde op haar negende trompet spelen in het harmonieorkest van Haaften (Gelderland). Na de middelbare school, de Oude Hoven in Gorinchem, waar ze het vak muziek in haar eindexamenpakket had, studeerde ze aan het Rotterdams Conservatorium.
Sinds het midden van de jaren 90 speelde Hontelé in diverse (salsa)bands. In 2008 ging ze met Cubop City Big Band naar Colombia voor een optreden tijdens het jazzfestival van Medellín; daarna besloot ze om naar Colombia te verhuizen. Hontelé bleef er ruim tien jaar wonen en vormde er een eigen band; tussen 2010 en 2013 toerde ze door Europa met een Nederlandse bezetting.
Daarnaast werkte Hontelé ook samen met andere artiesten; zo toerde ze in 2011 met de Panamese zanger-activist Rubén Blades door een groot aantal landen, waaronder Frankrijk, Suriname en India. In 2013 trad ze samen met de rapper Typhoon op bij het Oerol Festival.
In 2014 toerde Hontelé voor het eerst met haar vernieuwde Colombiaanse band door Nederland. Haar album Déjame Asi - met gastbijdragen van zanger Oscar D'Léon en het duo Ten Sharp - werd genomineerd voor een Latin Grammy Award.
Na het album Te Voy A Querer volgde in 2016 een samenwerking met de  Venezolaanse jazztrompettiste/zangeres Linda Briceño.
Eind 2018 verscheen het album Cuba Linda waarop Hontelé onder meer samenwerkt met zanger Gilberto Santa Rosa en Orquesta Aragón. Ook dit album werd genomineerd voor een Latin Grammy. Daarnaast werd Cuba Linda genomineerd voor een Edison in de categorie World.
In 2020 heeft zij haar actieve muziekcarrière beëindigd en is ze teruggekeerd naar Nederland.
Van 2019 tot 2022 was Hontelé artistiek leider van Music Meeting.
In 2023 en 2024 was Hontelé artistiek leider van het Nationaal Jeugd Jazz Orkest (NJJO). Ze brachten een album uit en gingen op tournee. Tijdens de tournee, met Hontelé weer op het podium, gaven ze onder andere een optreden op North Sea Jazz.
Sinds 2023 is Hontelé regelmatig te gast in Podium Klassiek, waar ze ook af en toe optreedt.
In 2024 presenteerde Hontelé Podium op Pad, een programma over amateurmuziekgezelschappen. Het programma krijgt een reprise in 2025.

## Albums
- 2009 - Llegó La Mona
- 2010 - Mujer Sonora
- 2013 - Déjame Así
- 2015 - Te Voy A Querer
- 2018 - Cuba Linda
- 2024 - Maite Hontelé's NJJO goes Mambo